# Penstemon strictiformis
Espèce
Penstemon strictiformis  est une espèce de plantes de la famille des Plantaginacées, originaire d'Amérique du Nord. Elle est connue sous le nom de  Mancos Beardtongue en anglais.

## Description
Cette espèce est pérenne et peut atteindre 70cm de hauteur. Les fleurs sont généralement de couleur bleue.